# Рада з питань функціонування системи охорони здоров'я
Рада з питань функціонування системи охорони здоров'я — тимчасовий консультативний орган Кабінету Міністрів України.

## Заснування
Утворена постановою КМУ від 12 жовтня 2011 р. N 1051 «Про утворення Ради з питань функціонування системи охорони здоров'я».

## Функції
Рада готує пропозиції про внесення змін до актів законодавства щодо:
- стратегії державної політики у сфері охорони здоров'я та санітарно-епідемічного благополуччя населення;
- збереження та поліпшення здоров'я населення,
- забезпечення безпеки середовища життєдіяльності людини,
- підвищення рівня доступності медичних послуг,
- забезпечення розвитку медичної науки та практики,
- створення належних умов для життєзабезпечення та професійної діяльності медичних працівників;

## Склад
Рада утворюється у складі голови, заступника голови і членів Ради та працює на громадських засадах. До складу ради входять:
- Перший віце-прем'єр-міністр України — Міністр економічного розвитку і торгівлі, голова Ради
- Міністр охорони здоров'я, заступник голови Ради
- Президент Національної академії медичних наук, заступник голови Ради (за згодою)
- Голова Державної служби України з лікарських засобів
- Заступник керівника Державного управління справами (за згодою)
- Радник Президента України — Керівник Головного управління з питань реформування соціальної сфери Адміністрації Президента України (за згодою)
- Радник Прем'єр-міністра України
- Голова центрального комітету профспілки працівників охорони здоров'я (за згодою)
- Голова Національної комісії з Кодексу Аліментаріус, секретар Ради.

## Діяльність
Пропозиції та рекомендації Ради можуть бути реалізовані шляхом прийняття відповідних актів Кабінету Міністрів України або надання доручень Прем'єр-міністром України.
Матеріально-технічне забезпечення діяльності Ради здійснює Міністерство охорони здоров'я України.